# IAI EL/W-2085

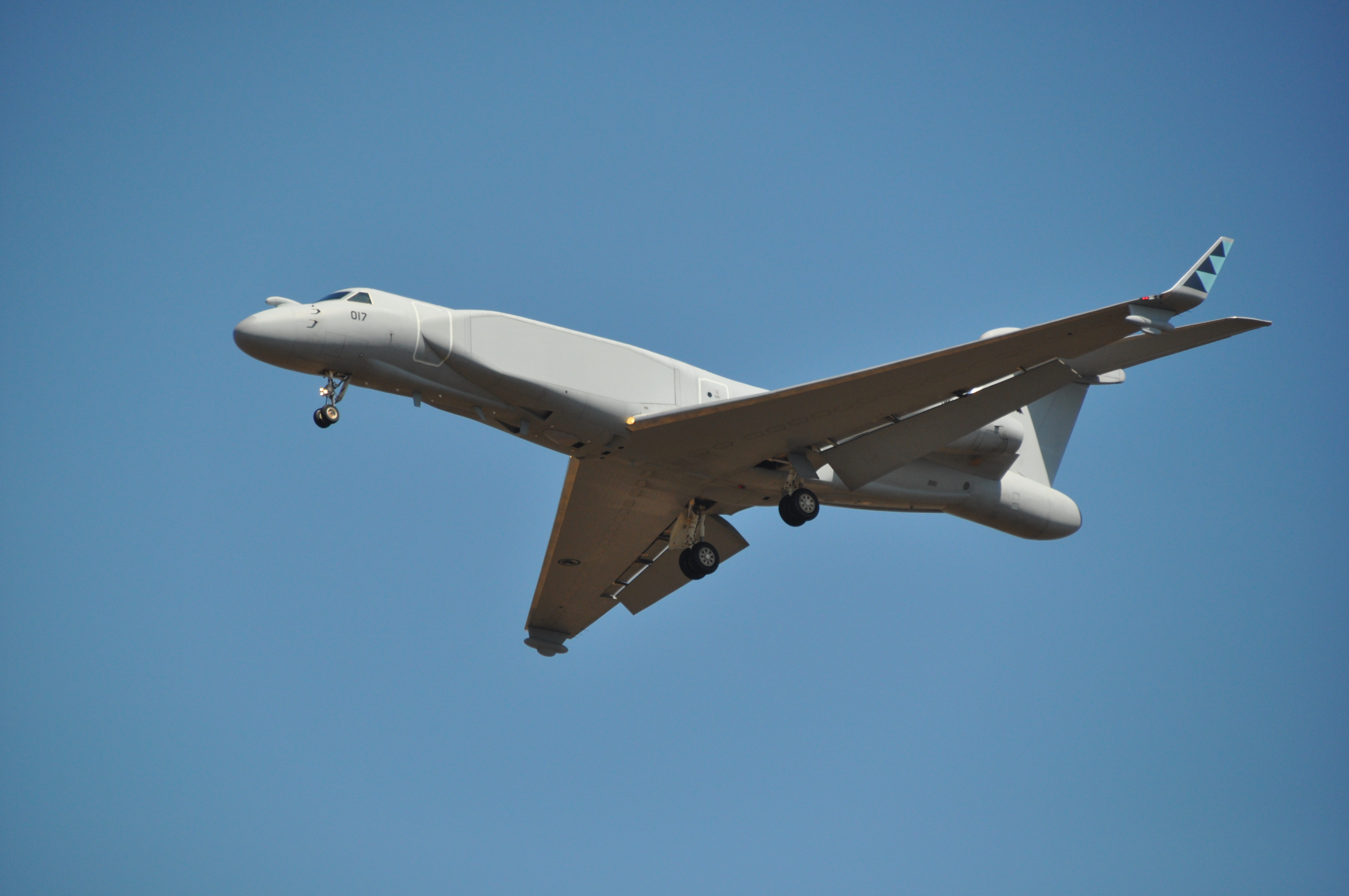
Přistávající Gulfstream G550 CAEW singapurského letectva

EL / W-2085 je izraelské letadlo včasné výstrahy a řízení (AWACS) a radar vyvinutý společnostmi Israel Aerospace Industries (IAI) a Elta Systems postavené na bázi letounu Gulfstream G550.

## Vznik a vývoj
V srpnu 2003 uzavřel Izrael se společností Gulfstream smlouvu na čtyři modifikovaná letadla G550 (s opcí na další dvě). První let takto modifikovaného letadla se konal v květnu 2006 a do září 2006 byl dodán izraelské společnosti Elta, která provedla instalaci systémů. První dvě letadla s nainstalovaným systémem EL/W-2085 byla izraelskému letectvu dodána v únoru a květnu 2008, přičemž byla hned zavedena do služby. K prvnímu veřejnému představení letadla došlo v témže roce na letecké show ve Farnborough.

## Konstrukce

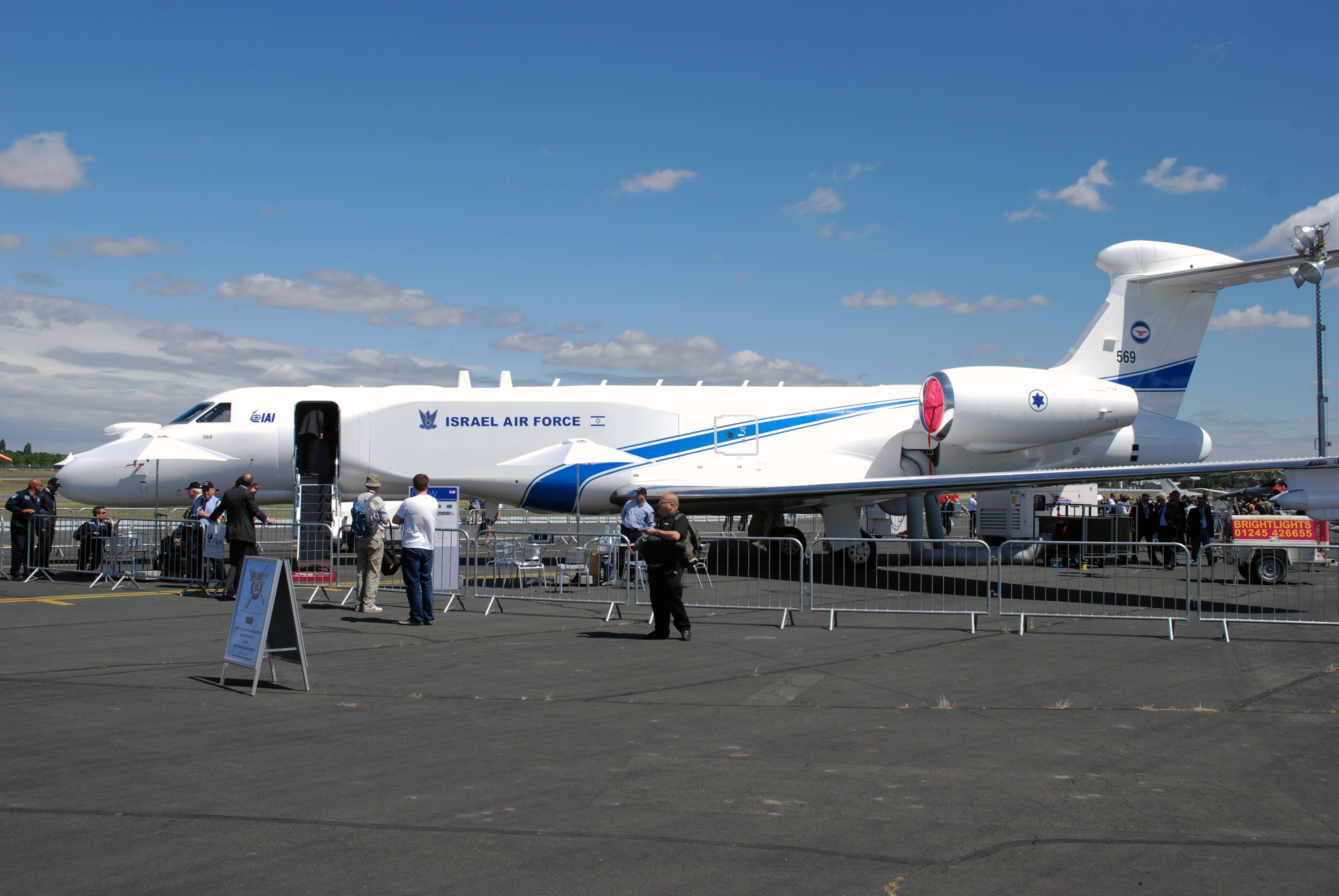
Představení izraelského EL/W-2085 na letecké show ve Farnborough

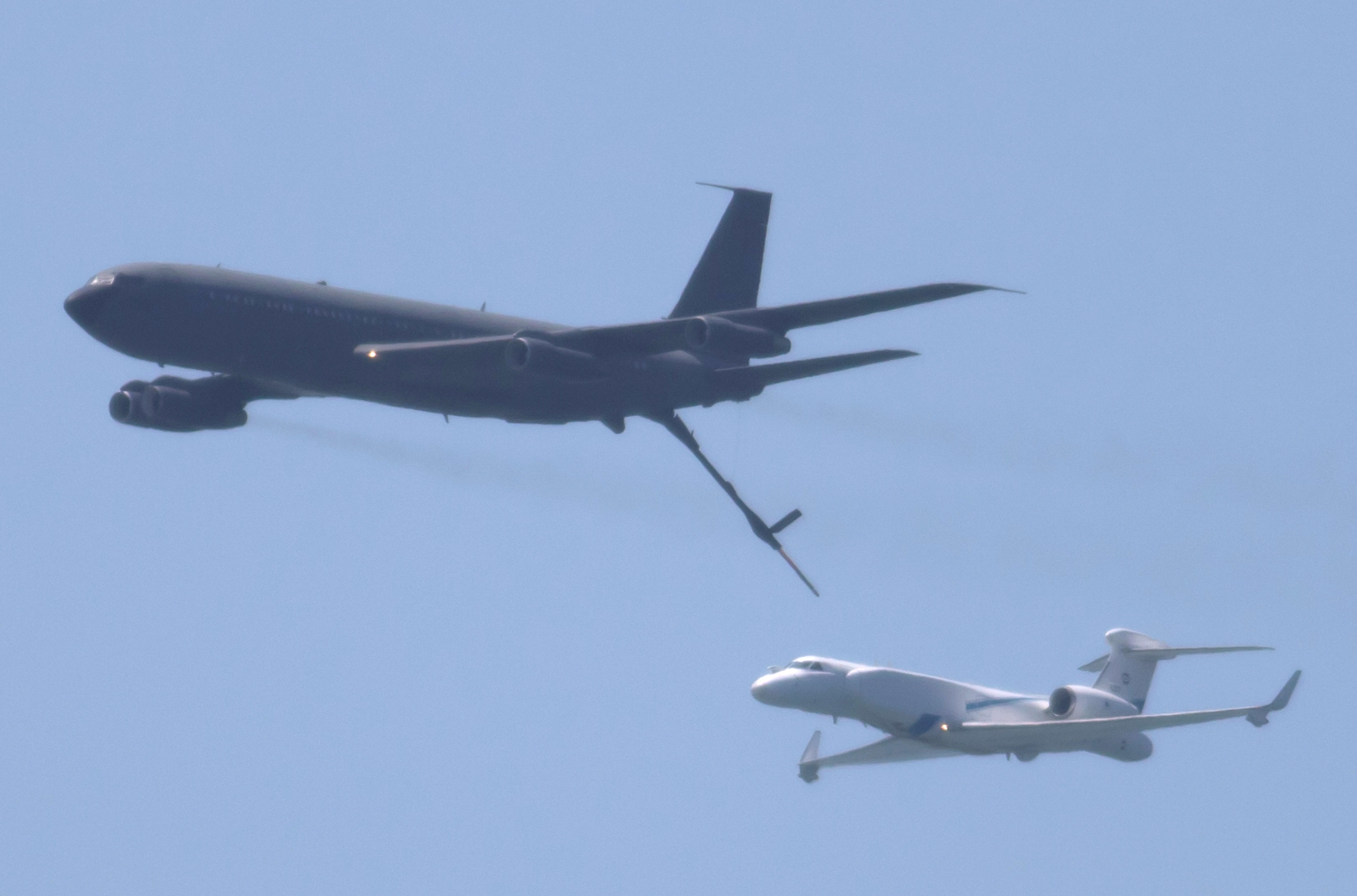
Tankování letadla EL/W-2085 během letu pomocí tankeru KC-707

EL/W-2085 je modifikovaný Gulfstream G550, který je poháněn dvojicí proudových motorů Rolls-Royce BR710 C4-11 (každý o tahu 68,44 kN). V porovnání s původním modelem G550 se tato modifikace vyznačuje zvýšenou hmotností prázdného letadla, upravenou konstrukcí, dodatečnou kabeláží, třemi generátory (namísto jednoho) a kapalinovým chladicím systémem. V porovnání se svým předchůdcem EL/M-2075, který vznikl ještě na bázi Boeingu 707, má toto letadlo vyšší dostup a delší dolet.
Letadlo je vybaveno systémem Phalcon, který se skládá z radaru typu AESA, identifikátoru vlastní-cizí, jakož i systémů elektronického a komunikačního zpravodajství.
EL/W-2085 nevyužívá systém mechanicky rotující antény, jako některá další letadla AWACS, ale radar s aktivním elektronickým skenováním (AESA). Tento radiolokátor poskytuje pokrytí v rozsahu 360 stupňů. Radar dokáže detekovat i nízko letící objekty na vzdálenost stovek kilometrů během dne a noci a za jakýchkoliv povětrnostních podmínek. Oproti mechanicky rotující anténě umožňuje i sledování rychle manévrujících cílů.
Letadlo je vybaveno také systémem ELINT (elektronické zpravodajství), který přijímá, analyzuje a vyhledává radarové signály. Systém COMINT (komunikační zpravodajství) dokáže přijímat signály v UKV, VKV a KV pásmu, což mu umožňuje zachycovat leteckou, lodní nebo pozemní komunikaci.
Výměna informací mezi EL/W-2085 a jinými platformami je zajištěna přes duplexní satelitní komunikační systém EL/K-189. Satelitní komunikace pracuje na pásmu Ku od 12,5 do 18 GHz. Vlastní ochranu letadla zajišťuje radarový varovný přijímač (RWR), systém varování před přiletajícími raketami (MAWS) a klamné cíle.

## Uživatelé
Izrael
Izraelské vojenské letectvo – od roku 2008 disponuje 2 letadly.
 Singapur
Singapurské letectvo – v roce 2007 se rozhodlo nahradit několika letadly EL/W-2085 své zastaralé E-2C Hawkeye.
 Itálie
Aeronautica Militare – v roce 2012 objednaly 2 letadla v hodnotě více než 1 miliardu dolarů. První stroj byl dodán v prosinci 2016 a druhý v roce 2017.

## Specifikace

### Technické údaje
- Rozpětí: 28,5 m
- Délka: 29,4 m
- Výška: 7,9 m
- Maximální vzletová hmotnost: 41 277 kg
- Pohonná jednotka: 2 × dvouproudový motor Rolls-Royce BR710 C4-11, každý o tahu 68,44 kN

### Výkony
- Maximální rychlost: 0,85 Machu
- Dolet: 12 501 km
- Dostup: 15 545 m